# 大神木神社
大神木神社（だいしんぼくじんじゃ）は、大阪府吹田市山田市場に鎮座する神社。元伊勢伝承地の1つ。祭神は大神木大神。

## 歴史

### 天照大御神の神勅
社伝によると、雄略天皇23年天照大御神が雄略天皇の夢に現れ「自分一人では食事が安らかにできないので、丹波国の等由気大神（豊受大神）を近くに呼び寄せるように」との神勅があった。
神勅により丹波国の比沼の真名井に坐せる豊受大神を伊勢国高倉山渡会の山田ヶ原へ遷す事となったが、遷宮の途中、摂津国三島郷大神木に仮宮を建て1年余り鎮座した。この間当地にあった巨木を仮宮の御神木とし、豊受大神が去った後は大神木神社として奉祀したのが始まり。

### 地名の由来
古くは千里丘陵を「上之原」と呼んでいたが、仮宮での鎮座の折り当地を遷宮先の伊勢国高倉山渡会の山田ヶ原に見立て「山田ヶ原」と呼称した。これが現在に残る「山田」の地名となった。後に嵯峨天皇が当地を訪れた際に、淀川の流れを千里の中国の長江になぞらえ、この地を「愁うなかれ千里苦心多きを」と詩ったため、これ以降「山田ヶ原」一帯は「千里」と呼称されるようになった。

## 社伝

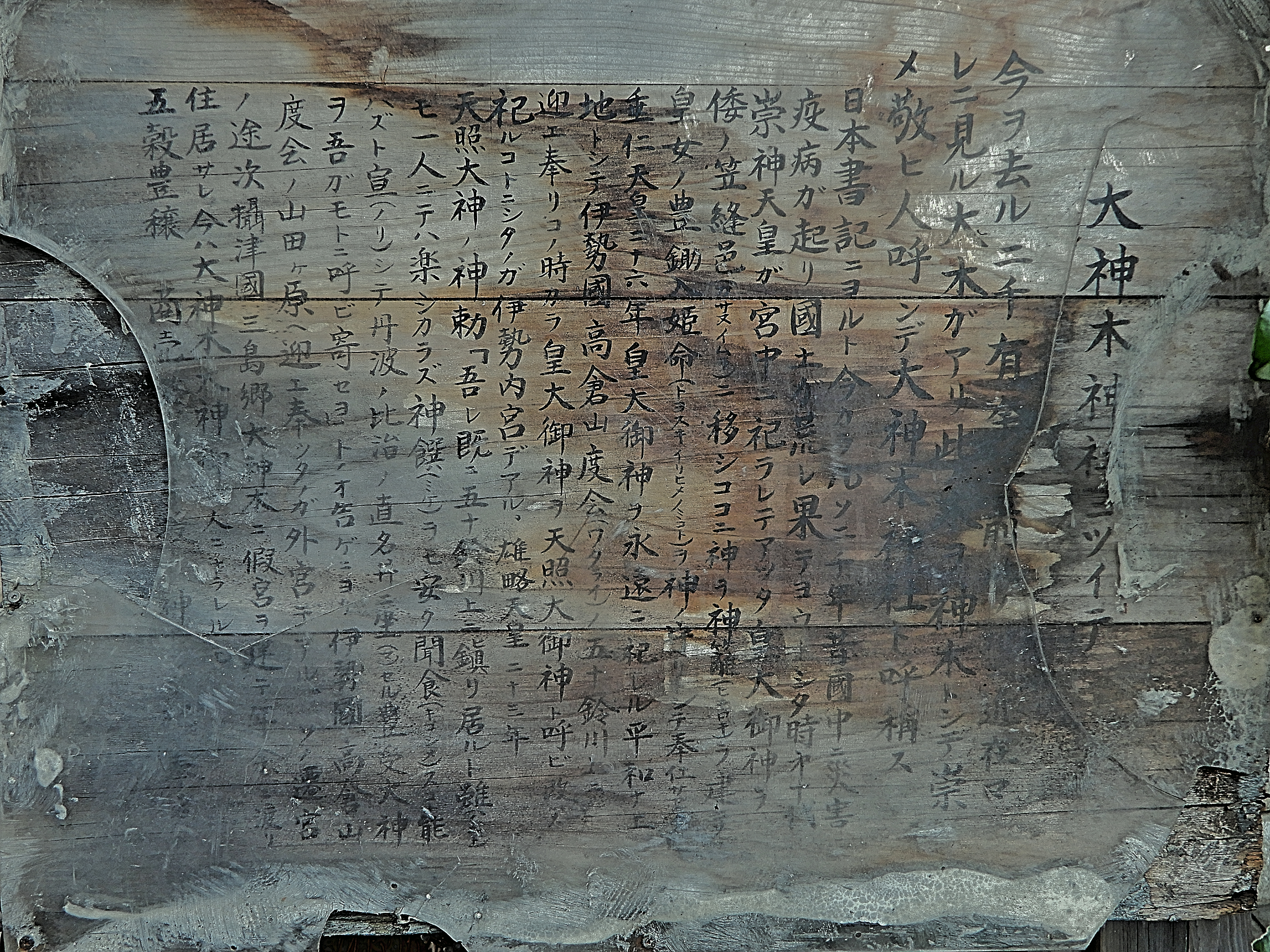
大神木神社_高札

高札より

## 考証

### 鎮座について

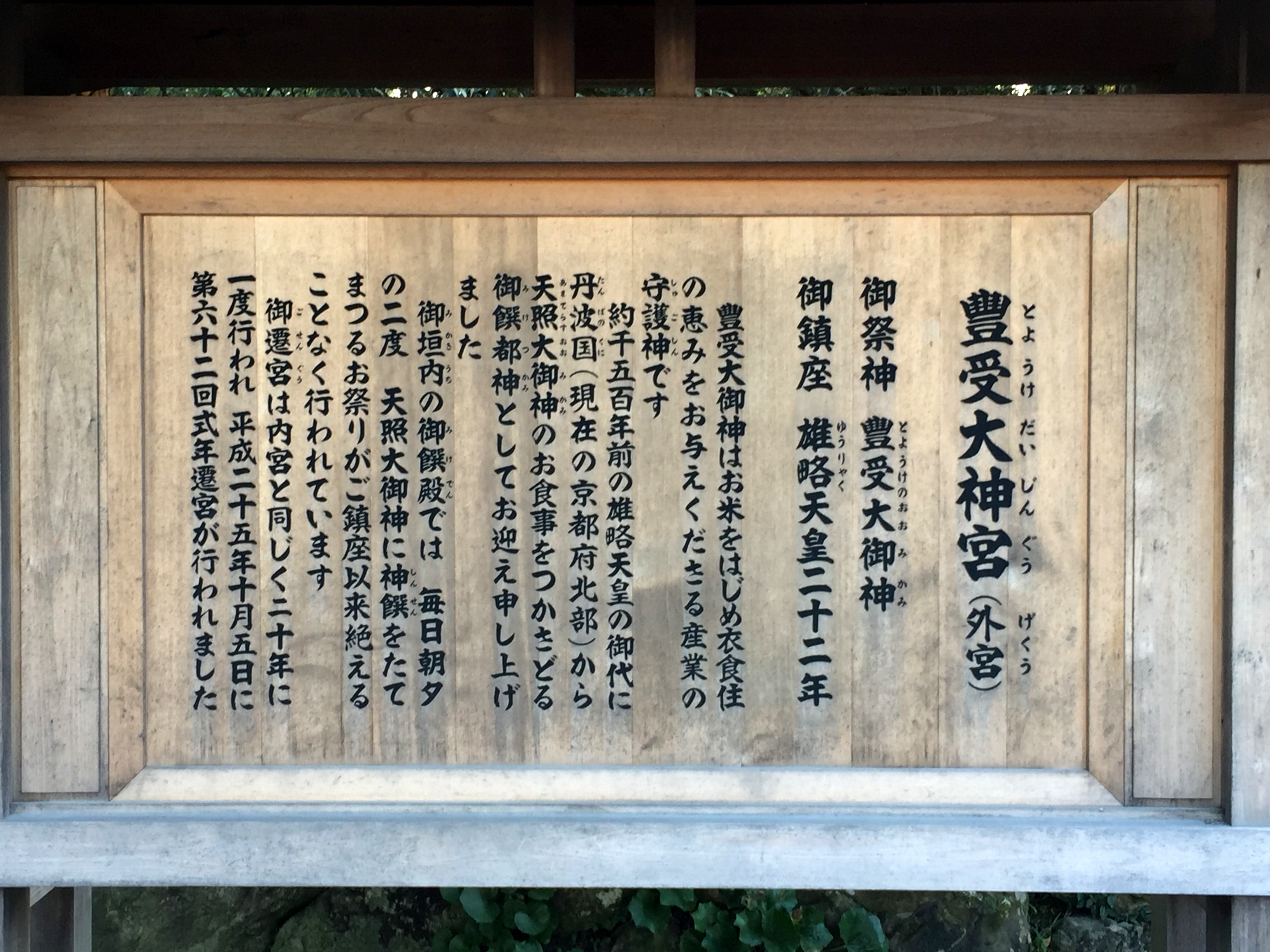
伊勢外宮(高札)

『大神宮諸雑事記』の第一「雄略天皇」の条に神勅は「即位廿一年丁巳（雄略天皇21年）」とし、神勅により「雄略天皇22年7月7日（旧暦）伊勢国度会の郡、沼木の郷、山田の原」の地に豊受大御神を迎え奉祀したと記す。
大神木神社の社伝には、この遷宮時の経過が述べられ天照大神の神託を拝し、丹波の比沼の真名井に鎮座する豊受大神を伊勢の山田ヶ原へ遷宮する途中、当地に仮宮を建て年（ひととせ）余り鎮座したとする。社伝の神託の年『雄略天皇23年』は大神木神社創建の年を誤って伝えたものであろう。社伝の内容から大神木神社は仮宮の一部として祀られていたようである。

### 小川谷の姫宮
吹田市には2つの伊射奈岐神社（佐井寺社と山田東社）があり、ともに雄略天皇23年に創建とする。佐井寺社の社伝には『貞観から延喜（859-922）年間に伊邪那美神を東北の地に遷座。これを姫宮と称し、本社を奥宮と称した』とある。一方、山田東社の社伝には『雄略天皇23年に小川谷に姫宮を創建。後に姫宮を高庭山に遷座、貞観15年に社名を五社宮に改名した」とする。
佐井寺社、山田東社ともに貞観元年（859）神階授与があったと伝えるが、日本三代実録には「伊射奈岐神に従五位上を授けた」とあり、実際に神階を授与したのは伊射奈岐神を祀る佐井寺社のみで山田東社にはなかった。江戸時代の国学者 伴信友は「伊射奈岐神、伊邪那美神の2柱は共に皇祖神であり、本来2社に授与されるべきものが、山田東社にはなかった事から山田東社の伊射奈岐神社は、貞観から延喜（859-922）年間に佐井寺社から勧請されたもの」とした。
ところが大阪府全志には「貞観前の仁寿2年（852）に姫宮の高庭山への遷座が行われた」とあり、勧請前に姫宮が存在したとする。
年代順に並べると山田東社の社歴は「雄略天皇23年に小川谷に姫宮が創建 → 仁寿2年（852）に姫宮を高庭山へ遷座 → 貞観から貞観15年（859-873）年間に佐井寺社から伊邪那美神を勧請 → 貞観15年に社名を五社宮に改名」となる。勧請とは神仏の分身・分霊を他の地に移して祭ることをいう。主神と同じ神を勧請することはない。このため勧請により主神が代わったと思われる。
現在、姫宮があった小川谷の場所は不明であるが「山田小川公園」にその名を残す。区画整理により川筋は変更されているが公園の隣りには現在でも小川が流れる。かっての川跡にあたる樫切山交差点には隣接する大神木神社がある。社の由緒書きには、天照大神のご神託による豊受大神宮の伊勢遷宮の途中、当地に「仮宮」を建て1年余り鎮座したとの経緯が記録されている。社伝に見える「仮宮」と山田東社の「姫宮」が、ともに創建された年が雄略天皇23年である事から仮宮が後の姫宮であると思われる。
伊射奈岐神社（佐井寺社）の社伝にも天照大神の神託を受けた斎宮倭姫の御示教により佐井寺社が雄略天皇23年9月16日に創建したとある。しかし、佐井寺社と山田東社の社伝には、雄略天皇の時代に弱小豪族だった藤原氏の氏神を皇族か祀るなど懐疑的な点があるこたから、後世に藤原氏による改竄が行われたと考えられる。祭神以外に改竄されたものがなければ、大神木神社と姫宮の創建は雄略天皇23年9月16日であろう。

### 味古上（みこがみ・巫女神）

須佐之男神社の由緒書き
味舌上の文字が見える

付近の地図には「味舌上（マシタカミ）と味舌下」の地名がある。味舌（マシタ）は古くは“ウマシタ”と発音したと考えられている。ウマシとは“良い”を意味し、タは“田”を表す。総じて“良い田”という意味らしい。しかしこの地名には疑問が残る。元々一つだった味舌を江戸時代に味舌藩が廃藩したあと上下に区分けしたとされるが、近隣の 須佐之男神社の由緒書きには『聖武天皇の天平年間（729～749）に僧行基が諸国行脚の途中で味舌上村に金剛院（真言宗）を建立し寺の鎮守神として「午頭天王」を祀ったのが起源』とある。聖武天皇の御代に味舌上村が存在したことになり味舌上村の成立時期が矛盾する。味舌地域は平安時代に藤原氏の荘園が置かれており、味古上だった地名を藤原氏が味舌上に改名したと思われる。これは地名から藤原氏が社領を簒奪した事実を隠すためである。須佐之男神社の由緒書きも改竄されたのであろう。
淀川北岸において区分けされた地名を見ると「岸辺北，岸辺中，岸辺南」，「唐崎北，唐崎中，唐崎南」あるいは「高浜，南高浜」と方角がつく。「鳥飼上，鳥飼中，鳥飼下」と上下を付けた地名もあるが、これは更に時代が下がり新しく陸地となった場所だ。岸辺や唐崎、高浜と同時代に区分けされながら「上」が付くのは、元々この辺りに味古上（みこがみ・巫女神）と呼ばれてる地域が存在したからである。
巫女とは神に奉仕する女性をいう。伊邪那美神は伊邪奈岐神との夫婦神であり巫女神の名には相応しくない様に思える、一方、豊受大神は天照大神の給仕を司る食津神であり巫女神の名に相応しい様に感じる。巫女神とは豊受大神を差したものであろう、則ち姫宮とは伊勢遷宮途上この地に在った仮宮だと判る。

### 山田ヶ原
山田東社には「伊勢神宮の斎宮皇女・倭姫（※雄略天皇の皇女 栲幡姫皇女〔別名：稚足姫皇女〕の誤りか）の御示教により、岡本豊足彦（大佐々之命）が五柱の神を奉祀するべき霊地をこの地に定めた。その経緯により伊勢山田から名を移し「山田ヶ原」と称した」とある。
しかし、この社伝の経緯は次の点でいささか懐疑的である。
1. 神話にも伊勢の山田ヶ原と伊射奈岐神、伊邪那美神を結びつけるものがないこと。
2. 五社のうち天児屋根命と天忍熊根命は藤原氏の氏神であること。
3. 五社のうち蛭子神は平安時代末期に流行した神であること（勧請のあった貞観時代には宇迦之御魂神の信仰が大流行しており、山田東社の摂社重守大明神、伊勢月読宮の摂社葭原神社でも祀られている）
4. 古代において例え皇族であっても豪族が他の豪族の氏神を祀ることはないこと。
5. 雄略天皇の時代は葛城氏や大伴氏，巨勢氏が台頭しており、これらの豪族を差し置いて当時弱小豪族だった藤原氏（中臣氏）の氏神を祀るなどあり得ないこと。

遷宮当時（4世紀末）の伊勢の山田ヶ原には、伊射奈岐神、伊邪那美神、蛭子神、その他の五柱の神に関するものが全くない。蛭子神は西宮神社が創建された平安時代末期に流行し始めた新興の神であること。貞観9年（867年）に伊勢月讀宮の伊邪那岐命と伊邪那美命に宮号授与とあるが、延暦23年（804年）の大神宮儀式帳には「月讀宮一院、正殿四区」とあり既に宮号を記している。月讀宮摂社葭原神社では佐佐津比古命、伊加利比売命、宇加乃御玉御祖命を祀っているが、宇加乃御玉御祖命は名に「御祖」とあるが大神宮儀式解には宇迦之御魂神と同神とする。その信仰は和銅年間（708年 - 715年）に秦氏による伏見稲荷大社創建始まり、天長4年（827年）に淳和天皇から「従五位下」を、天慶5年（942年）には最高位である「正一位」の神階を賜るなど、貞観の頃に隆盛を極めた。以上の事から貞観9年に宇加乃御玉御祖命、伊邪那岐命、伊邪那美命を合祀。同時に伊邪那岐命、伊邪那美命は、佐佐津比古命と伊加利比売命に代わり正殿四区に奉祀されたと思われる。月読宮には宝亀3年（772年）にも官社授与の記録があり、対象は月讀尊荒御魂、伊邪那岐命、伊邪那美命とされるが詳細は不明。参拝の順序が月讀命（子）→伊邪那岐命（父）→伊邪那美命母）と、子から親の順である事からしても伊弉諾尊、伊弉冉尊は後々から合祀されたものと推測する。貞観9年の月読宮の祭祀が山田東社への勧請の布石だとすれば、勧請があったのは貞観9年から貞観15年（867年 - 873年）の間と思われ、社伝は勧請後に藤原氏により改竄されたもので、本来の社伝は「伊勢神宮の斎宮皇女・栲幡姫皇女 (稚足姫皇女)の御示教により、岡本豊足彦（大佐々之命）が豊受大神を奉祀するべき霊地をこの地に定めた。その経緯により伊勢山田から名を移し山田ヶ原と称した」であろう。
伊勢の伊勢山田に鎮座するのは豊受大神であり、伊邪那美神ではない。姫宮（仮宮）の主神が豊受大神だからこそ遷宮先の伊勢山田ヶ原の地名が移されたのであり、逆に言えば、山田ヶ原の地名が移されたからこそ、姫宮の主神が豊受大神であることを物語っている。 小川谷の姫宮は伊勢遷宮後の仮宮址を雄略天皇23年に再び祭祀した元伊勢であろう。主神は豊受大神である。則ち山田東社の本来の主神は豊受大神であった。
これから当地における豊受大神の鎮座は、雄略天皇21年から雄略天皇22年にかけての1年余りの出来事とする。大神木神社の巨木は当地での鎮座中の豊受大神の依代として祀られたのであろう。

### 山田郷土史
山田郷土史「山田のあゆみ」【山田自治会郷土史編纂委員会 2001年】には「倭姫命が天照大神を祀るのに相応しい場所を探す際に、上之山と呼ばれるところに一年ほど遷座し、その際に千里丘陵を「山田ヶ原」と呼んだのが「山田」という地名の起源とされる。」とある。吉志部神社の由緒書きには『吉志部神社は社伝によれば崇神天皇の御代に大和の瑞籬（みずがき）より神を奉遷してこの地に祀ったのが創祀といわれています」とあり、文章の前半の倭姫が天照大神を祀る場所を探し求めた結果と吉志部神社の社伝が一致する。後半の「上之山と呼ばれるところに一年ほど遷座し、その際に千里丘陵を「山田ヶ原」と呼んだのが「山田」という地名の起源とされる。」は、天照大神のご神託により豊受大神を仮宮を建て1年余り鎮座したという大神木神社の社伝と一致する。山田郷土史の由来は、不確かながらも皇大神社（内宮）と豊受大神宮（外宮）がこの千里丘陵の地に存在した事を証明している。

### 仮宮（姫宮）のあった場所

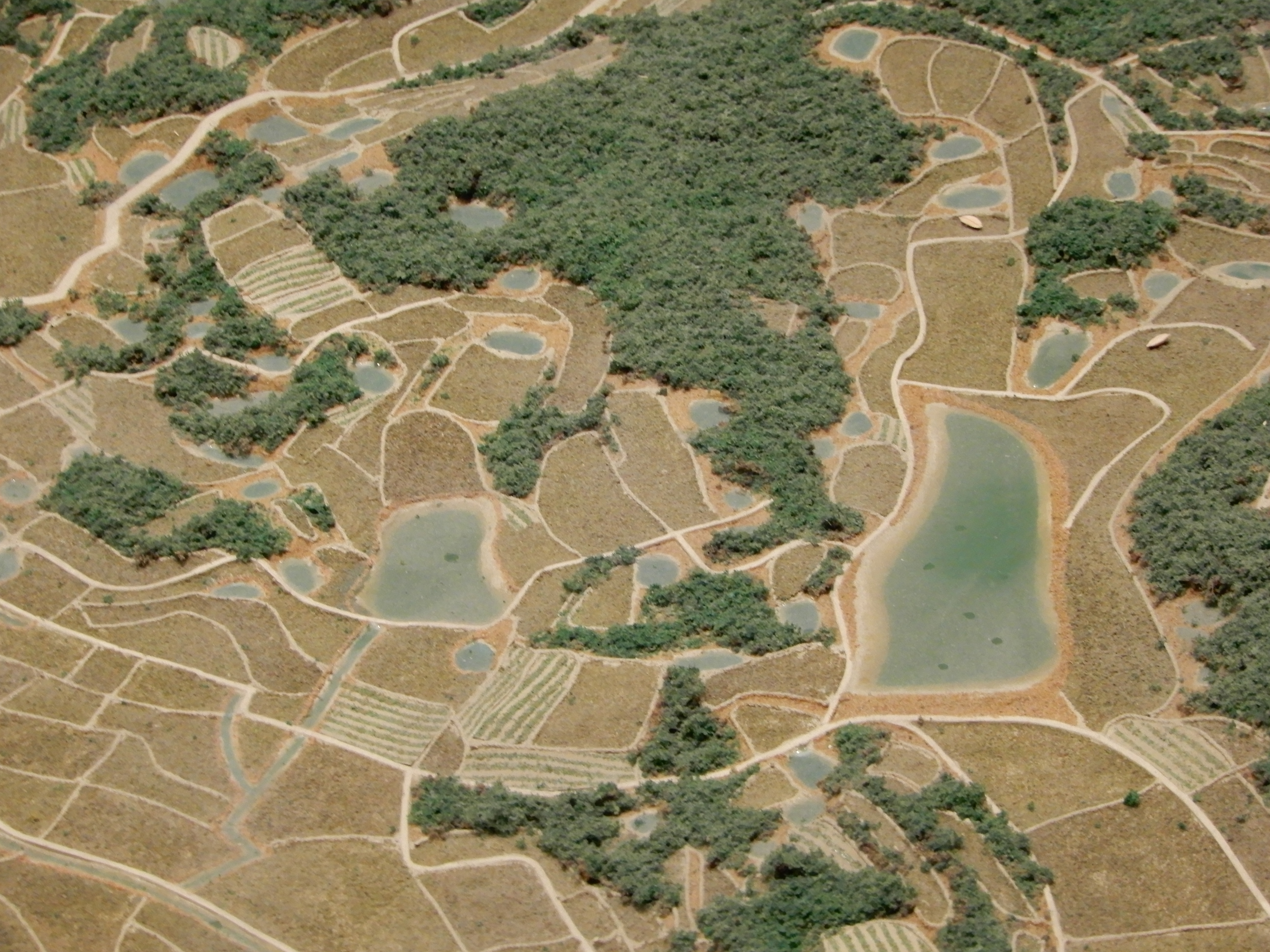
江戸期の尺谷(吹田博物館所蔵) 左側の池に仮宮が存在した

近隣の 須佐之男神社の由緒書きに『江戸期の寛永年間（1624年 - 1645年）に山田村長野の樫切山にあった「三社の宮(みやしろのみや：三は御の略字)」の御祭神を合祀』とある。「宮」は皇族の住居や皇祖神を祀る社に用いられ、その他の豪族の氏神を祀る神社には使われない。須佐之男神社の摂社に多紀理毘売命、多岐都比売命、市寸島比売命、天穂日命、天津彦根命、活津彦根命、熊野久須毘命、皇祖神天忍穂耳命を一塊に祀る八王子社がある。皇祖神である天忍穂耳命を祀るため「御社の宮」と冠するに相応しい。八王子社は山田東社の摂社にも存在するなど摂社を主体とする。従って樫切山にも八王子社を摂社とする社があったはずである。その樫切山の南斜面には「尺谷」という地名がある。「尺」（しゃく）は長さの単位で地名を指すとは考えられない。
味古上のように借字とすれば「借」（しゃく）の字が該当する。仮宮の「仮」を発音から「借」と字誤ったか、旧字が「假」であるため「借」の字に代替えたものであろう。普段馴染みのない抽象的な「仮」の文字よりも、物や金銭の貸し借りの「借」の方が日常一般的である。「仮宮の谷」を「借宮の谷」と記し、読み方を省略して「借谷」、これを「しゃくたに」と呼称。さらに音読みの「しゃく」から「尺」の字をあて「尺谷」になったと思われる。
従って現在の「尺谷」が姫宮（仮宮）にあった小川谷であろう。その尺谷には近年まで溜め池が存在している。姫宮が高庭山に遷座した同じ年の仁寿2年（852年）には、朝廷から諸国の国司・郡司に「池堰を修築し開墾を勧めよ」と発令があり、発令に従い姫宮を高庭山に遷し溜池を造ったと思われる。これが高庭山に遷座した理由であろう。
雄略天皇の御代この辺りには海岸線が広がっていたが、海岸線が急激に後退し跡を追うように水田が開墾されたため農業用水が不足する事態になったと思われる。農地への水不足を解消するため溜め池であろう。この溜め池が在った場所が現在の尺谷12丁目付近であり、ここに仮宮が在ったと思われる。

### 大神木神社の巨木のその後

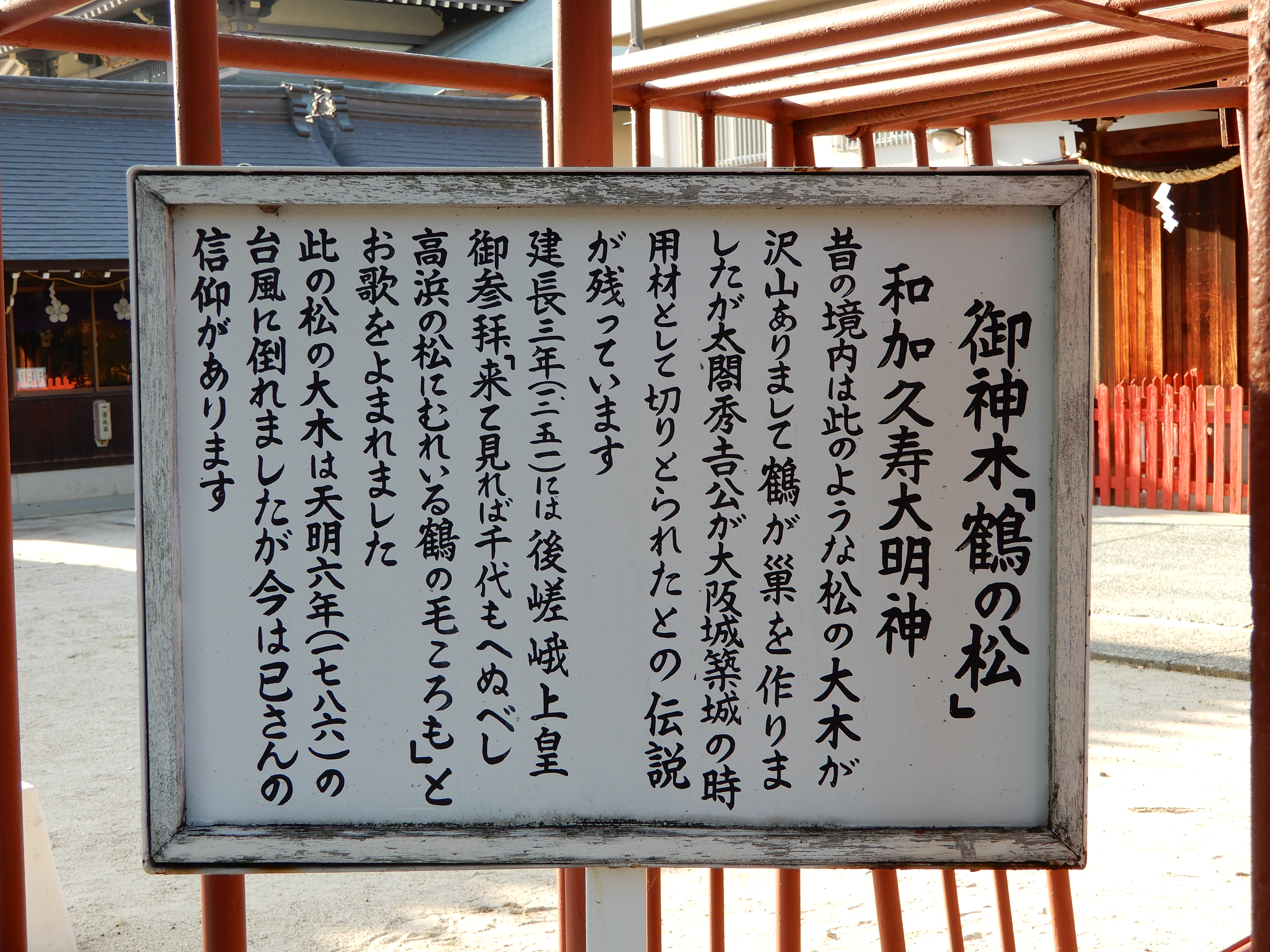
高浜神社「鶴の松」の由来

この尺谷の西隣には樫切山という地名があり、ここには樫の木の巨木を大勢の人数で伐ったと言い伝えがある。この樫の木の巨木が大神木神社の神木であろう。吹田市の高浜神社の境内には「鶴の松」という大木の切株があり、その説明書きに『御神木「鶴の松」和加久寿大明神　昔の境内は此のような松の大木が沢山ありまして鶴が巣を作りましたが、太閤秀吉が大坂城を築城の時、用材として切りとられたとの伝説が残っています。』おそらく大神木神社の巨木もこの時に大坂城の用材として伐採された思われる。

## 現地情報
明治期以降からの度重なる区画整理により、大神木神社が元あった場所は不明となっている。付近には山田橋（旧：下大神木橋）があり、山田橋のすぐ上側に大神木橋があることからこの大神木橋付近が元在った場所であったと思われる。
所在地
大阪府吹田市「山田」市場11
交通
阪急千里線「山田駅」より阪急バス 2番のりば「JR岸辺北口行き」乗車、「山田南 停留所」下車 徒歩3分
JR京都線「岸辺駅」より阪急バス（北）2番のりば「千里中央行き」乗車、「山田南 停留所」下車 徒歩3分
史跡
伊射奈岐神社

## 関連項目

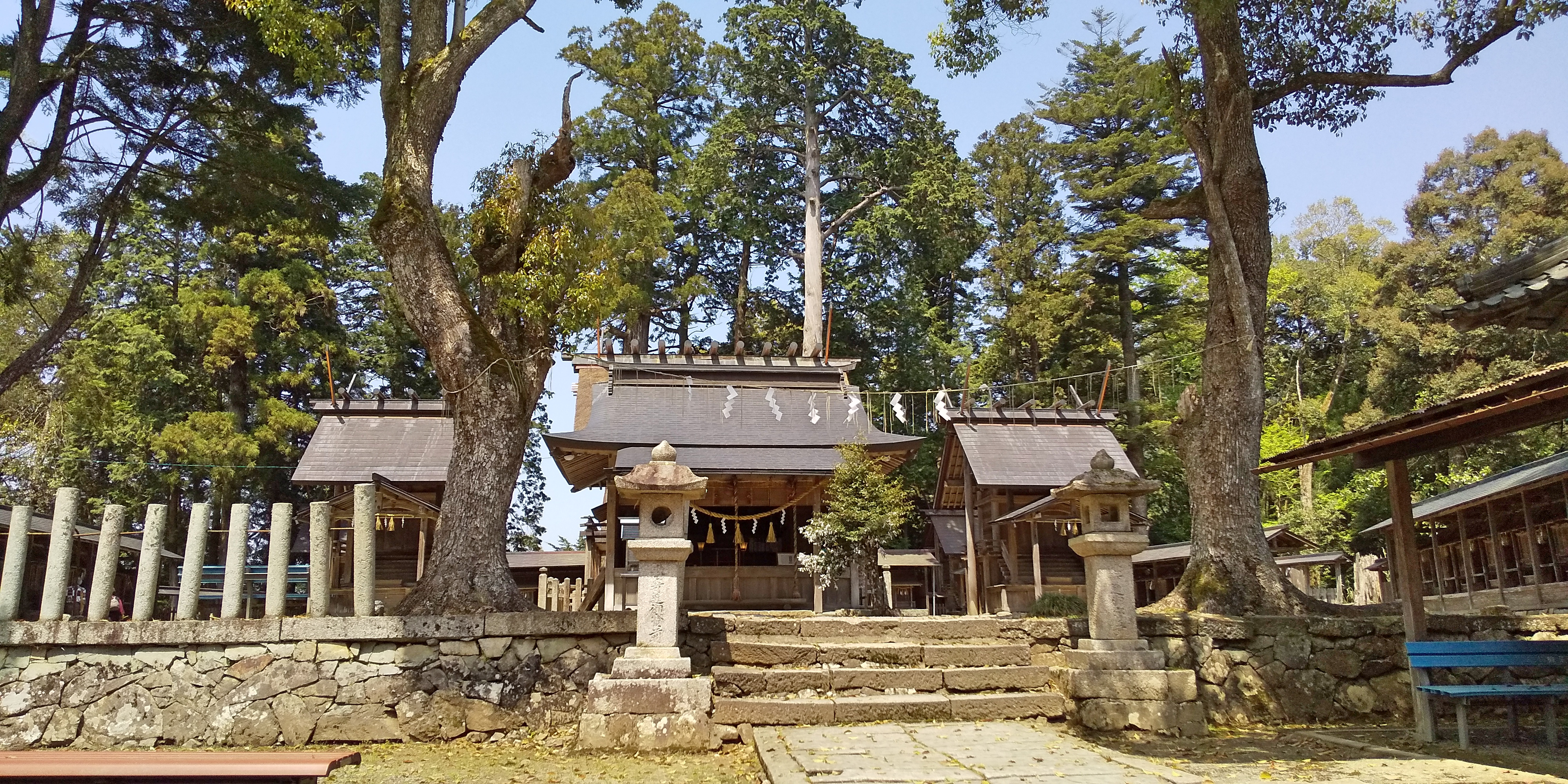
豊受大神社

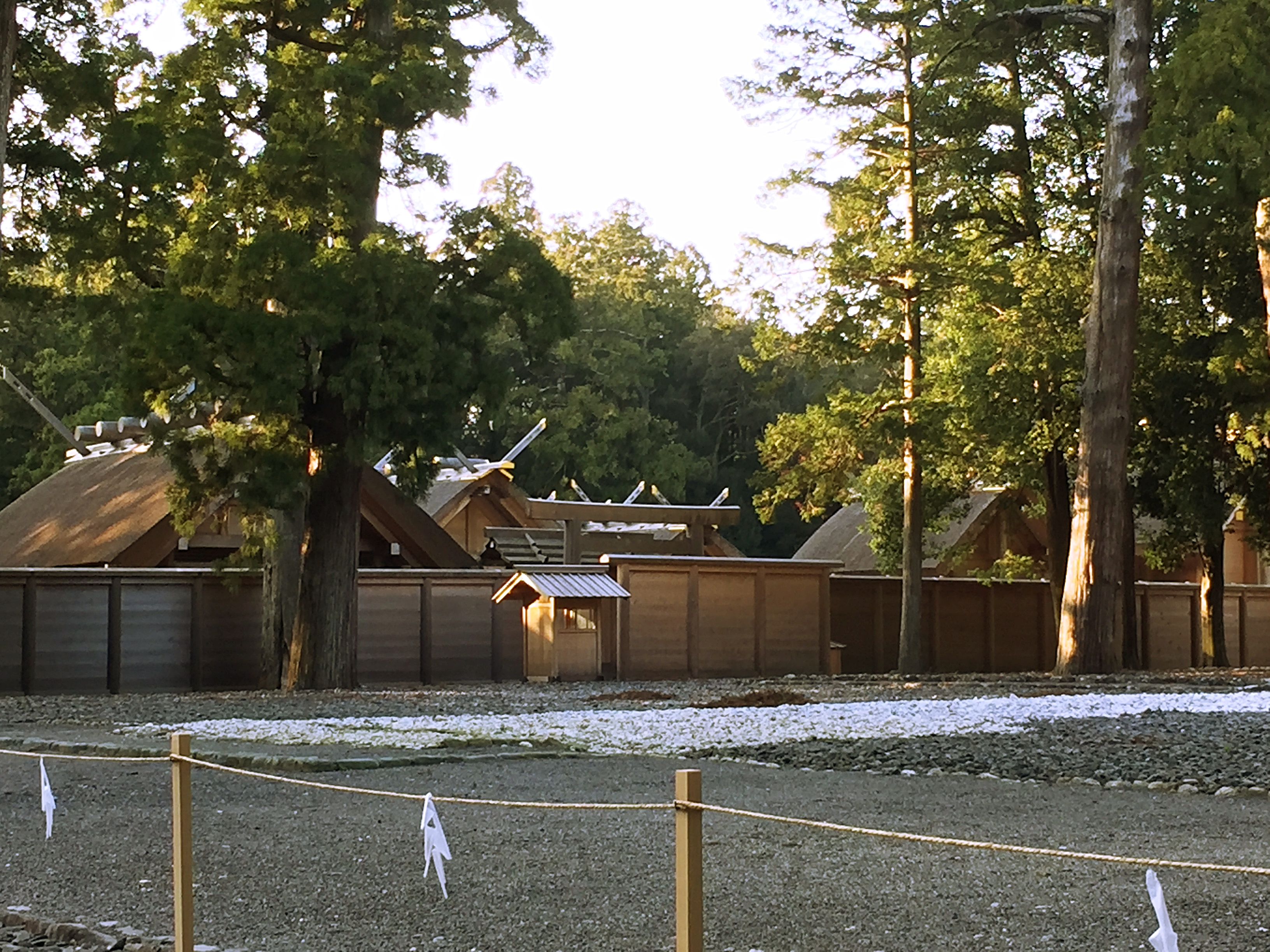
豊受大神宮（伊勢外宮）